# 蠶室鐵橋
蠶室鐵橋（韩语：／ Jamsil Cheolgyo），位于韩国首尔，是一条横跨汉江的桥梁。桥梁两端连接松坡區和廣津區，南岸与奥林匹克大路交汇。大桥于1977年开始建造，1979年通车。本桥原来是双程行车的，但由于一边的路面需要改建成为铁路路轨，故本桥直到现在是單車和行人兩用的小徑。
目前，首爾地鐵2號線从江邊站行驶到蚕室渡口站之间的列车会途径本桥。

## 历史
- 1977年11月1日 - 开工建设。
- 1979年10月30日 - 落成启用。
- 1980年10月31日 - 首尔地铁2号线第一期通车，本桥改为单程行车。